# Rileah Vanderbilt
Rileah Elizabeth Vanderbilt (* 20. August 1979 in Cripple Creek, Colorado) ist eine US-amerikanische Schauspielerin, Filmproduzentin und Maskenbildnerin.

## Leben
Rileah Vanderbilt wuchs in der Kleinstadt Cripple Creek im Bundesstaat Colorado auf. Sie hat väterlicherseits niederländische Vorfahren. Während ihrer Schulzeit an der High School war sie Sängerin in einer Schülerband.
Nach ihrem Schulabschluss wollte sie zunächst studieren, entschied sich dann aber für eine professionelle Schauspielausbildung. In der Filmbranche war sie zunächst als Maskenbildnerin bei Fernsehserien und Spielfilm-Produktionen tätig. Seit dem Jahr 2006 hat sie als Schauspielerin vor der Kamera in bislang mehr als 30 Film-und-Fernsehproduktionen mitgewirkt, darunter auch mehrmals in Splatterfilmen. Sie wirkte auch in mehreren Kurzfilmen und in Werbespots mit. Sie ist seit 2016 zudem als Filmproduzentin tätig. Vanderbilt ist bekennender Star-Wars-Fan und spielte daher in zwei ausschließlich von Fans der Reihe produzierten Fan-Filmen mit.
Rileah Vanderbilt ist seit dem 26. Juni 2010 mit dem Regisseur Adam Green verheiratet, den sie im Jahr 2002 kennengelernt hatte. Das Paar hat keine Kinder.

## Deutsche Synchronstimmen
Rileah Vanderbilt hat in der deutschen Synchronfassung keine feste Stammsprecherin und wurde unter anderem von Eva Michaelis, Annina Jest oder Daniela Thuar gesprochen.

## Filmografie (Auswahl)
- 2006: Hatchet
- 2007: King in the Box (Kurzfilm)
- 2008: Boner Boyz! (Kurzfilm)
- 2009–2014: Saber (Fernsehserie)
- 2010: Hatchet II
- 2010: Frozen – Eiskalter Abgrund
- 2010–2014: Team Unicorn (Fernsehserie)
- 2011: The Guild (Webserie)
- 2012: Fan Wars
- 2013: Hatchet III
- 2013: Holliston (Fernsehserie, 2 Folgen)
- 2013: Wonder Woman (Kurzfilm)
- 2014: How to Catch a Monster – Die Monsterjäger
- 2015: Avengers Grimm
- 2015: Mega Shark vs. Kolossus